# Мессьє 75

Мессьє 75 (також відоме, як М75 та NGC 6864) є кулястим скупченням в сузір'ї Стрільця.

## Історія відкриття
Скупчення було відкрито П'єром Мешан в ніч з 27 на 28 серпня 1780 року. Шарль Мессьє після спостереження скупчення в ніч з 5 на 6 жовтня 1780 і отримання його координат включив скупчення в каталог комети-подібних об'єктів.
Вільям Гершель виділив окремі зірки в скупченні в 1784 році.

## Спостереження

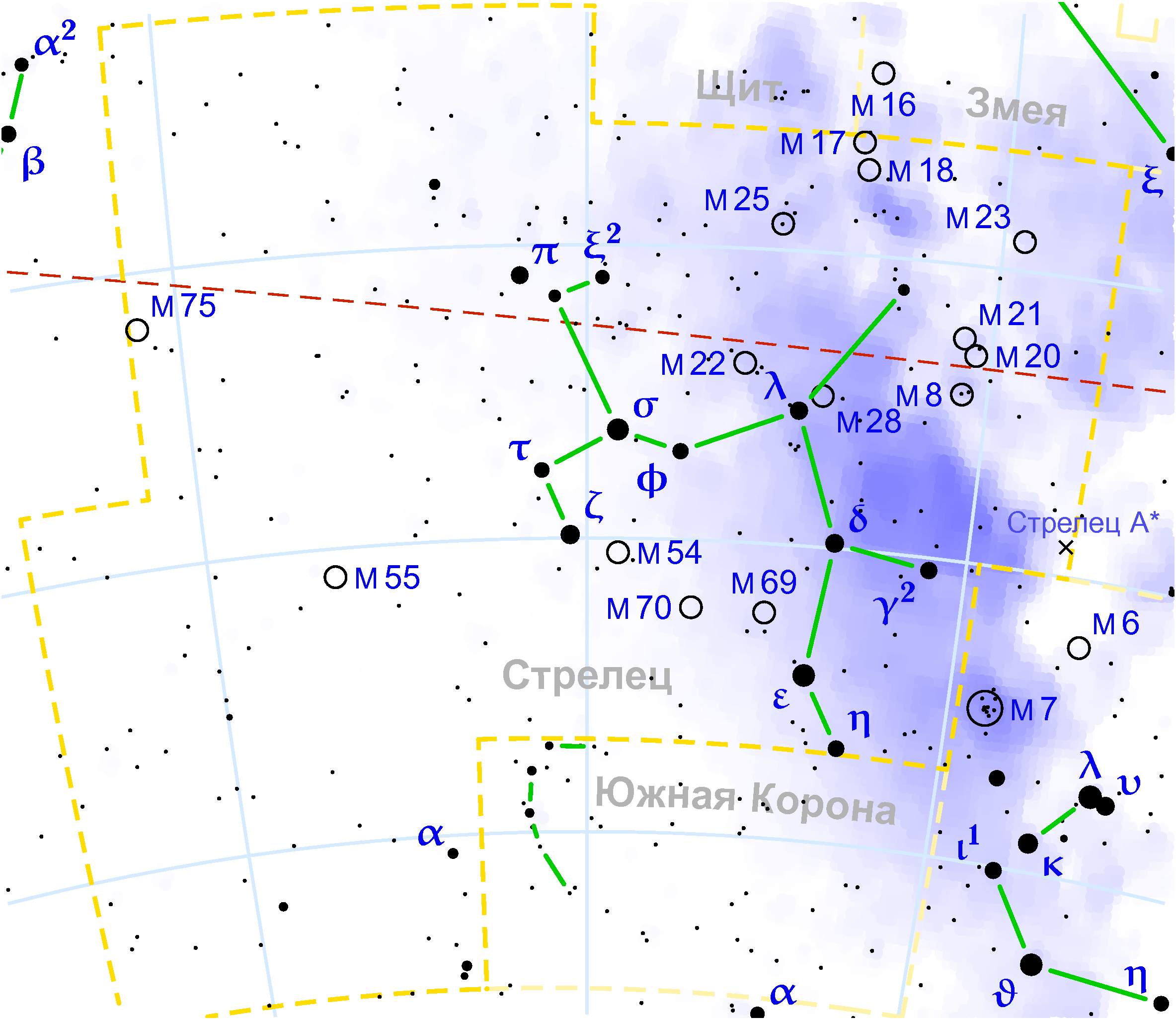
Кулясте скупчення M75 в сузір'ї Стрільця

## Цікаві характеристики
M75 знаходиться на відстані близько 67500 світлових років від Землі. Його видимий розмір відповідає реальному радіусу в 65 світлових років. Він належить до класу I, що означає — скупчення М75 одне із самих концентрованих кулястих скупчень серед відомих. Зоряна величина М75 близько -8,5. Його світність в 180000 разів перевищує світність Сонця.

## Навігатори
Координати:  20г 06м 04.75с, −21° 55′ 16.2″